# John Manners-Sutton, 3. Viscount Canterbury

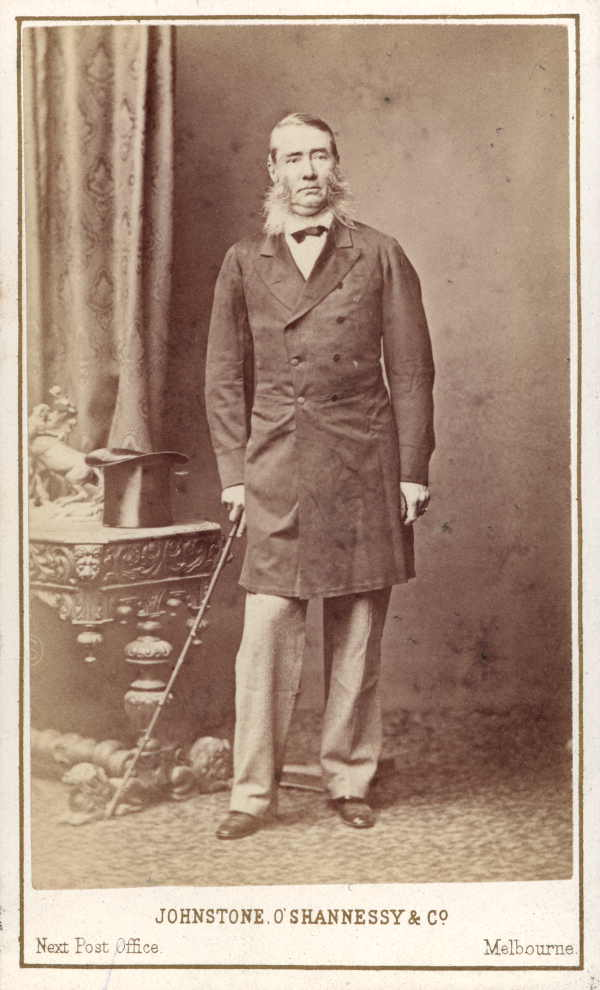
John Manners-Sutton, 3. Viscount Canterbury

John Henry Thomas Manners-Sutton, 3. Viscount Canterbury, GCMG, KCB (* 27. Mai 1814 in Westminster, London; † 24. Juni 1877 in South Kensington, London) war ein britischer Politiker und Kolonialverwalter. Er war Gouverneur verschiedener Kolonien im Britischen Weltreich.

## Jugend und Studienzeit
John Manners-Sutton war das jüngste Kind des Juristen und Politikers Charles Manners-Sutton, der 1835 zum Viscount Canterbury erhoben wurde. Er besuchte zunächst das Eton College und studierte danach am Trinity College an der Universität Cambridge, wo er 1835 zum Master of Arts graduierte. Während seiner Studienzeit war er ein exzellenter Cricket-Spieler. Er spielte in den Jahren von 1832 bis 1836 in insgesamt zehn First-Class Matches für seine Universität und den Marylebone Cricket Club.

## Politische Karriere
Bei der Nachwahl 1839 als Mitglied der Konservativen Partei für den Wahlbezirk Cambridge in das House of Commons gewählt, wurde ihm der Sitz wegen des Vorwurfs der Bestechung jedoch wieder aberkannt. Bei den allgemeinen Wahlen im Juni 1841 erneut gewählt, hielt er den Sitz bis 1847 und war von September 1841 bis Juni 1846 in der zweiten Regierung Peel Staatssekretär im Home Office (Innenministerium), trat aber nur wenig in Erscheinung. 1847 bei den Unterhauswahlen dem Kandidaten der liberalen Partei unterlegen, trat er im folgenden Jahr für Newark-on-Trent erneut an, wurde jedoch auch hier nicht gewählt. Damit war seine wenig spektakuläre Karriere als Parlamentsabgeordneter beendet.
Ab 1854 wurde er dann in leitenden Ämtern in verschiedenen Kolonien des Britischen Weltreichs eingesetzt. Zunächst übernahm er im Juni 1854 das Amt des Vizegouverneurs von New Brunswick, das er bis 1861 innehatte. Von September 1864 bis April 1866 war er Gouverneur von Trinidad. Darauf folgte schließlich bis Dezember 1872 eine siebenjährige Amtszeit in Australien als Gouverneur von Victoria.
Nach dem Ende seiner Amtszeit wurde er im Juni 1873 zum Knight Grand Cross des Order of St. Michael and St. George ernannt.

## Familie
John Manners-Sutton heiratete 1838 Georgiana Tompson. Das Ehepaar hatte zwei Söhne und zwei Töchter. Den Titel seines Vaters erbte er im November 1869, als sein älterer Bruder starb, ohne einen männlichen Abkömmling zu hinterlassen. Manners-Sutton selbst starb 1877; der Titel ging auf seinen ältesten Sohn Henry über.